# 潘韦尔
潘韦尔（Panvel），是印度马哈拉施特拉邦賴加德縣的一个城镇。总人口104031（2001年）。

## 人口
该地2001年总人口104031人，其中男性54967人，女性49064人；0—6岁人口13133人，其中男6819人，女6314人；识字率78.04%，其中男性为81.39%，女性为74.29%。